# Elisabeth Hesselblad
Santa Elisabeth Hesselblad, (Fåglavik , 4 de junho de 1870 – Roma, 24 de abril de 1957), nascida Maria Elisabeth Hesselblad foi uma freira brigitina sueca.
Fundou uma nova congregação, a Ordem do Santíssimo Salvador de Santa Brígida, aprovada pelo Papa Bento XV em 1920. Criou igualmente um convento em Vadstena, na Suécia, que atualmente pertence a outra congregação.

## Biografia
Maria Elisabeth Hesselblad nasceu no dia 04 de junho de 1870, na cidade de Fåglavik, Suécia. Era a quinta dos treze filhos do casal Augusto Roberto e Caisa, uma família luterana muito pobre.
Desde a sua adolescência, ao ver que as suas amigas frequentando diversas igrejas, se questionava qual seria o único rebanho a que se referia o Evangelho de São João. Para ajudar a manter a sua família, aos dezesseis anos de idade, trabalhava como doméstica e, dois anos depois, emigrou para os Estados Unidos, onde adoeceu. Nessa ocasião fez uma promessa a Jesus, caso ficasse curada se tornaria enfermeira. E de fato assim aconteceu, passando a trabalhar como enfermeira num hospital de Nova Iorque. O contato com os doentes católicos e o grande desejo de encontrar a verdade mantiveram viva na sua alma a busca do rebanho de Cristo.

## Vida religiosa
A oração, o estudo, a devoção filial para com a Virgem Maria, o exemplo visto no hospital católico e a influência decisiva do padre jesuíta João Hagen, do convento da Visitação de Washington, que se tornou seu diretor espiritual, que fez estudar com paixão a doutrina cristã, levaram-na a abraçar o catolicismo. Assim, por opção foi batizada "sob condição", nesse mesmo convento, no dia 15 de agosto de 1902. Dois anos depois foi para Roma, onde recebeu a Confirmação e ali com muita clareza compreendeu que sua missão seria trabalhar pela unidade dos cristãos.
Sentiu que o caminho seria através da Ordem de Santa Brígida da Suécia, casa que visitou e de onde saiu profundamente impressionada. Lá enquanto rezava, sentiu que Deus lhe dizia: "É aqui que desejo que te ponhas ao meu serviço". No dia 25 de março de 1904 estabeleceu-se definitivamente em Roma e com uma especial permissão do Papa Pio X, vestiu o hábito brigidino na casa de Santa Brígida, então ocupada pelas Carmelitas. No dia 09 de setembro de 1911, começando com três jovens postulantes inglesas, restabeleceu a Ordem do Santíssimo Salvador de Santa Brígida, com a missão de orar e trabalhar de modo especial pela união dos cristãos na Escandinávia com a Igreja Católica.
Desde o início, incutiu nas suas filhas espirituais a necessidade da união dos cristãos, o amor à Igreja e ao Romano Pontífice, a necessidade de orar para que haja um único rebanho e um só Pastor. Restabeleceu a casa de Santa Brígida na Suécia em 1923, na Itália em 1931, e a expandiu para a Índia em 1937.

## Morte
Elisabeth Hesselblad viveu como pioneira no diálogo ecumênico até o dia 24 de abril de 1957, quando faleceu após uma longa vida marcada pelo sofrimento e pela doença. Está sepultada em Roma, na Casa de Santa Brígida.

## Beatificação e Canonização
Em 09 de abril de 2000, o Papa João Paulo II a beatificou na Praça São Pedro.
E em 05 de junho de 2016, o Papa Francisco a canonizou – junto com o agora Santo, Estanislau Paczynski – na Praça São Pedro.